# Rejon nowomilatyński
Rejon nowomilatyński (ukr. Новомилятинський район) – dawna jednostka podziału administracyjnego Ukraińskiej Socjalistycznej Republiki Radzieckiej w Związku Socjalistycznych Republik Radzieckich w latach 1944–1959. Należał do obwodu lwowskiego. Siedziba władz rejonu znajdowała się w Milatynie Nowym.
Rejon nowomilatyński został utworzony we wrześniu 1944 w związku z przeniesieniem siedziby rejonu dziedziłowskiego z Dziedziłowa  do Milatyna Nowego.
4 marca 1959 rejon nowomilatyński zniesiono, włączając jego obszar do rejonów buskiego i nowojaryczowskiego.